# 1. NL 2025/26
Die 1. NL 2025/26 wird die 35. Spielzeit der zweithöchsten kroatischen Spielklasse im Fußball der Männer. Insgesamt sollen 198 Liga- und 2 Relegationsspiele absolviert werden.
Die Saison soll am 15. August 2025 mit dem Spiel zwischen dem NK Dubrava Tim Kabel und dem NK Croatia Zmijavci eröffnet werden. Nach dem vom 28. bis 30. November stattfindenden 17. Spieltag wird die Liga bis zum 13. Februar 2026 in die Winterpause gehen.

## Statistiken

### Vereine
|  | Verein                  | Stadt       | Stadion                        | Kapazität |
|  | ----------------------- | ----------- | ------------------------------ | --------- |
|  | NK Karlovac             | Karlovac    | Stadion Branko Čavlović-Čavlek | 12.0000   |
|  | NK Opatija              | Opatija     | Stadion Kantrida               | 10.1550   |
|  | Cibalia Vinkovci        | Vinkovci    | Stadion Cibalia                | 9.958     |
|  | NK Rudeš                | Zagreb      | Stadion Kranjčevićeva          | 8.850     |
|  | HNK Orijent 1919 Rijeka | Rijeka      | Stadion Krimeja                | 5.300     |
|  | NK Dugopolje            | Dugopolje   | Stadion Hrvatski vitezovi      | 5.200     |
|  | NK Hrvace               | Hrvace      | Gradski stadion u Hrvacama     | 2.000     |
|  | NK Dubrava Zagreb       | Zagreb      | ŠRC Grana-Klaka                | 2.000     |
|  | NK Croatia Zmijavci     | Zmijavci    | ŠRC Marijan Šuto               | 1.300     |
|  | NK Sesvete              | Zagreb      | svetok Josip Radnik            | 1.200     |
|  | NK BSK Bijelo Brdo      | Bijelo Brdo | Stadion BSK                    | 1.000     |
|  | NK Jarun Zagreb         | Zagreb      | Stadion NK Jarun               | 1.000     |

### Tabelle
| Pl.                     | Verein               | Sp. | S | U | N | Tore    | Diff. | Punkte |
| ----------------------- | -------------------- | --- | - | - | - | ------- | ----- | ------ |
| 1.                      | NK Opatija           | 0   | 0 | 0 | 0 | 000:000 | ±0    | 0      |
| 2.                      | HNK Orijent          | 0   | 0 | 0 | 0 | 000:000 | ±0    | 0      |
| 3.                      | NK Sesvete           | 0   | 0 | 0 | 0 | 000:000 | ±0    | 0      |
| 4.                      | NK Dubrava Tim Kabel | 0   | 0 | 0 | 0 | 000:000 | ±0    | 0      |
| 5.                      | HNK Cibalia          | 0   | 0 | 0 | 0 | 000:000 | ±0    | 0      |
| 6.                      | NK BSK Bijelo Brdo   | 0   | 0 | 0 | 0 | 000:000 | ±0    | 0      |
| 7.                      | NK Croatia Zmijavci  | 0   | 0 | 0 | 0 | 000:000 | ±0    | 0      |
| 8.                      | NK Rudeš             | 0   | 0 | 0 | 0 | 000:000 | ±0    | 0      |
| 9.                      | NK Jarun             | 0   | 0 | 0 | 0 | 000:000 | ±0    | 0      |
| 10.                     | NK Dugopolje         | 0   | 0 | 0 | 0 | 000:000 | ±0    | 0      |
| 11.                     | NK Hrvace (N)        | 0   | 0 | 0 | 0 | 000:000 | ±0    | 0      |
| 12.                     | NK Karlovac 1919 (N) | 0   | 0 | 0 | 0 | 000:000 | ±0    | 0      |
| Stand: vor Saisonbeginn |                      |     |   |   |   |         |       |        |

| (N) | Aufsteiger aus der 2. NL 2024/25 |